# Mordellina lecontei
Mordellina lecontei är en skalbaggsart som först beskrevs av Karl Friedrich Ermisch 1953.  Mordellina lecontei ingår i släktet Mordellina och familjen tornbaggar. Inga underarter finns listade i Catalogue of Life.